# Monsanto (empresa)
A Companhia Monsanto é uma  empresa multinacional de agricultura e biotecnologia detida pela Bayer. Sediada nos Estados Unidos, do grupo Bayer, é a líder mundial na produção do herbicida glifosato (pesticida/agrotóxico), vendido sob a marca Roundup. Também, de longe, o produtor líder de sementes geneticamente modificadas, respondendo por 70% a 100% do market share para variadas culturas. A Agracetus, subsidiária da Monsanto, se concentra na produção de soja Roundup Ready para o mercado. No Brasil, sua sede se localizava na cidade de São Paulo. Em setembro de 2007 a companhia comprou a Agroeste Sementes, uma empresa brasileira de sementes de milho. No ano de 2008, adquiriu a  CanaVialis cujo foco é o melhoramento genético de cana-de-açúcar e a Alellyx, empresa de biotecnologia, unificadas sobre a marca CanaVilis Monsanto, com sede na cidade de Campinas. Além disso, a Monsanto já possuía a brasileira Monsoy desde 1997.
Em 2016, a Monsanto foi adquirida pelo grupo Bayer, em uma das maiores fusões da história da Alemanha, e por exigência de órgãos regulatórios, manteve sua operação independente até Agosto de 2018, quando se concluíram uma série de desinvestimentos impostos como condições pelo Departamento de Justiça dos Estados Unidos.
A empresa esteve envolvida em muitos  escândalos de saúde  e  ecocídio. Documentos internos obtidos em 2015 pela  ONG norte-americana Right to Know  mostram  que, como parte de uma  estratégia de relações públicas  e intenso  lobby  apoiado pela  Biotechnology Industry Organization  e pela  Grocery Manufacturers Association , a Monsanto tem intencionalmente remunerado, direta ou indiretamente, especialistas e cientistas, a fim de desacreditar  os denunciantes , dar uma imagem positiva dos produtos que vende e facilitar a obtenção de aprovações pelas autoridades reguladoras.

## História
A empresa foi fundada em Saint Louis, Missouri, Estados Unidos em 1901, por John Francis Queeny, um farmacêutico de trinta anos. Ele iniciou a indústria com seu próprio dinheiro e batizou-a com o sobrenome de solteira de sua esposa (Olga Mendez Monsanto). Em 1919, a Monsanto estabeleceu uma filial na Europa entrando numa parceria com a Graesser's Chemical Works, de Cefn Mawr,  País de Gales, para produzir vanilina, ácido salicílico, aspirina e mais tarde borracha.
Na segunda década de sua história, anos 20, a Monsanto expandiu sua produção para outros químicos como ácido sulfúrico. Em 1928 o filho de Johan, Edgard Monsanto Queeny assumiu a empresa.
Nos anos 40 a organização se tornou umas das principais fornecedoras de plástico, incluindo polietileno e fibras sintéticas. Desde então, ela se manteve entre as 10 maiores indústrias químicas estadounidenses. Outros produtos foram os herbicidas 2, 4, 5-T, DDT, o agente laranja, usado principalmente na Guerra do Vietnã (cujos efeitos cancerígenos seriam mais tarde comprovados), aspartame, (NutraSweet), somatropina bovina (BST), e PCB (conhecida no Brasil como Ascarel), uma substância extremamente tóxica, que foi proibida em 1971 nos EUA e em 1981 no Brasil - entre outros países.

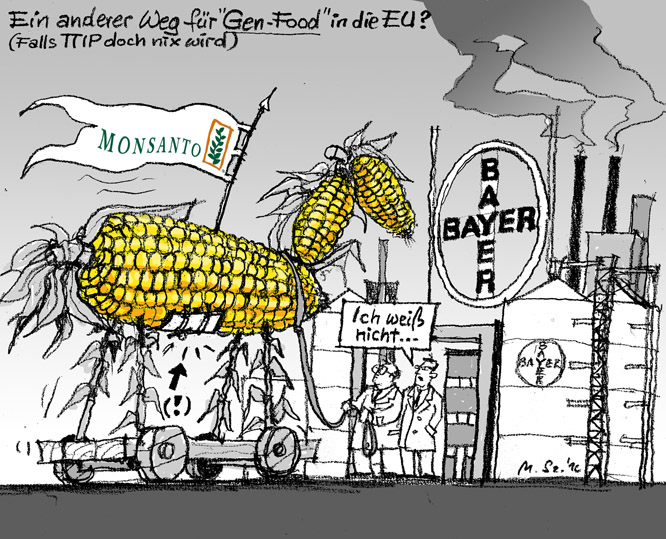
A entrada da Monsanto na Bayer, vista pelo caricaturista austríaco Markus Szyszkowitz.

Em 1 de setembro de 1997 a empresa entra num processo de negociação com a Solutia. Então com três setores de atuação (produtos agropecuários, indústria farmacêutica e química), a Monsanto transferiu os direitos da indústria química.
Dois anos depois, no dia 19 de dezembro de 1999, a companhia inicia a fusão com a  Pharmacia & Upjohn. Em 2000 a Companhia Monsanto torna-se uma subsidiária da nova organização. Após uma série de transações, em 13 de agosto de 2002 a subsidiária Monsanto torna-se independente da Pharmacia e passa a atuar somente no segmento do agronegócio.
Em setembro de 2016, a empresa foi adquirida pela Bayer por US$ 66 bilhões.

## Controvérsias
Segundo a organização não governamental Action Aid, em relatório divulgado durante o Fórum Social Mundial de 2005, a Monsanto estava contribuindo para o crescimento da fome e da miséria no mundo, ao controlar grande parte do comércio internacional de alimentos e produtos agrícolas. Segundo o relatório da Action Aid, que desenvolve estudos e busca soluções para reduzir a pobreza mundial, em 2004 cinco empresas controlavam 90% do comércio mundial de grãos, e seis empresas controlavam 75% do mercado global de pesticidas. Corporações transnacionais como a  Monsanto, Cargill, Nestlé e Wal-Mart, dominavam as cadeias de suprimento de alimentos e produtos agrícolas - desde as sementes até as prateleiras dos supermercados.
Estudos científicos realizados em 2012, também indicaram que os produtos transgênicos da Monsanto não apenas poderiam destruir o ecossistema nativo, quanto provocar doenças. O pesticida Roundup já havia sido responsabilizado por uma série de casos de doenças - desde infecções na pele até cânceres - em agricultores ou pessoas que tiveram contato com o produto por via direta ou indireta.

### Monsanto Protection Act
Em março de 2013, uma emenda na lei do orçamento dos Estados Unidos, intitulada Farmer Assurance Provision e apelidada de Monsanto Protection Act, provocou críticas por parte dos ambientalistas, pois permitia a cultura de plantas geneticamente modificadas, mesmo sem homologação. Nem mesmo a justiça americana podia impedi-la.

### Polícia genética
Segundo matéria publicada pela rede canadense CBC News em maio de 2004, agricultores que compravam sementes transgênicas da Monsanto eram proibidos de guardar parte da colheita para replantio dessas sementes. Para garantir que isso não ocorresse, a empresa mantinha uma polícia genética, que investigava denúncias de "casos suspeitos", inspecionando fazendas (com ou sem permissão dos proprietários), para coletar amostras de plantas e sementes. No Canadá e nos Estados Unidos, mesmo os agricultores que jamais compraram sementes da Monsanto eram investigados por essa "polícia genética", e vários desses agricultores foram  processados, já  que a "polícia genética" da Monsanto conseguia entrar em suas propriedades, em busca de provas do uso não autorizado de sementes patenteadas pela empresa. Na década de 1990, o caso do agricultor Percy Schmeiser, de Saskatchewan, Canadá, foi exemplar. Ele plantava canola e utilizava sementes que não eram de propriedade da Monsanto. Seus vizinhos, porém, cultivavam canola transgênica, e o pólen dessas plantas voou para o plantio de Schmeiser. Segundo ele, suas terras foram invadidas pelas sementes transgênicas. A "polícia genética" da Monsanto recebeu uma denúncia (graças a um sistema do tipo Disque-Denúncia que encorajava a delação entre fazendeiros vizinhos,) e seus investigadores conseguiram (sem permissão) colher amostras das plantas da fazenda de Schmeiser. Posteriormente, foi constatado que algumas dessas plantas haviam sido produzidas com sementes de Roundup Ready Canola. Assim, em 1998, a Monsanto entrou com uma ação judicial contra Schmeiser, alegando que ele utilizara ilegalmente as sementes patenteadas, pretendendo receber todo o lucro que o produtor obtivera com a sua produção. Em primeira instância, a justiça do Canadá decidiu que Schmeiser teria mesmo de indenizar Monsanto. Schmeiser recorreu, e o caso se transformou em uma batalha judicial. Finalmente, em 21 de maio de 2004, a Suprema Corte do Canadá decidiu a favor da Monsanto, por 5 votos a 4. Mas Schmeiser obteve uma vitória parcial,  pois não teve que entregar à Monsanto todos os lucros que obtivera desde a safra 1998, conforme a empresa pretendia. Isto porque, segundo a Corte, a presença de plantas geneticamente modificadas em sua plantação não lhe proporcionara qualquer vantagem. Enfim, ele não havia obtido lucros  atribuíveis à invenção da Monsanto. De fato, o montante dos lucros em jogo era relativamente pequeno (menos de 20 000 dólares). Como não teve que indenizar a Monsanto, Schmeiser livrou-se também de ter que pagar as custas processuais, que chegaram a centenas de milhares de dólares.

### Jornada mundial contra a Monsanto
Em todo o mundo a empresa tem sido alvo de frequentes protestos de ativistas ambientais. Em 25 de maio de 2013 foram realizados protestos simultâneos em mais de quarenta países do mundo e em centenas de cidades, contra a maior produtora mundial de sementes transgênicas. Protestou-se contra a falta de etiquetas identificando os produtos transgênicos e informando os danos que podem causar à saúde humana. Também foram alvo dos protestos as práticas abusivas presumivelmente cometidas pela transnacional contra os agricultores. Unindo-se à jornada de protestos, o grupo de piratas informáticos Anonymous, através de sua conta no Twitter,  exortou a sociedade a “não alimentar seus filhos com o lixo dos produtos modificados geneticamente". No Chile houve também protestos  contra três senadores que apóiam o projeto da chamada Ley Monsanto, que está ligado ao Tratado de Livre Comércio estabelecido entre o Chile e os Estados Unidos. Entretanto, cabe destacar que os transgênicos são aprovados pela Organização Mundial da Saúde e pela FAO/ONU. Não há nenhuma prova ou estudo com credibilidade que negue os seus riscos. Nenhuma pesquisa já feita, ultrapassou 6 meses de duração. A presença de tais substâncias no organismo, deve ser testada por anos para eliminar hipóteses de contaminação por ingestão ou contato com substâncias tóxicas.[carece de fontes?]
Em 2015, a Marcha Mundial contra a Monsanto ocorreu no dia 23 de maio, com o objetivo de chamar a atenção para os riscos causados por produzirem produtos geneticamente modificados .

## Casos em tribunal
A Monsanto envolveu-se em processos de grande visibilidade, tanto como autora como como ré. Defendeu ações judiciais principalmente sobre os efeitos de seus produtos na saúde e no meio ambiente. A Monsanto recorreu aos tribunais para fazer valer as suas patentes, nomeadamente em  biotecnologia  agrícola, uma abordagem semelhante à de outras empresas do sector, como a  Dupont Pioneer  e  Syngenta.  A Monsanto também se tornou uma das grandes corporações mais controversas do mundo, numa série de questões envolvendo seus produtos químicos industriais e agrícolas, e sementes geneticamente modificadas.  Em abril de 2018, pouco antes da aquisição pela Bayer, esta indicou que melhorar a reputação da Monsanto representava um grande desafio.  Em Junho daquele ano, a Bayer anunciou que retiraria o nome Monsanto como parte de uma campanha para recuperar a confiança do consumidor.

## Filmografia
- O mundo segundo a Monsanto. Documentário de Marie-Monique Robin, autora do livro homônimo. Disponível no Youtube (legendado ou dublado em português).[31]